# Iugoslàvia a la Copa del Món de futbol

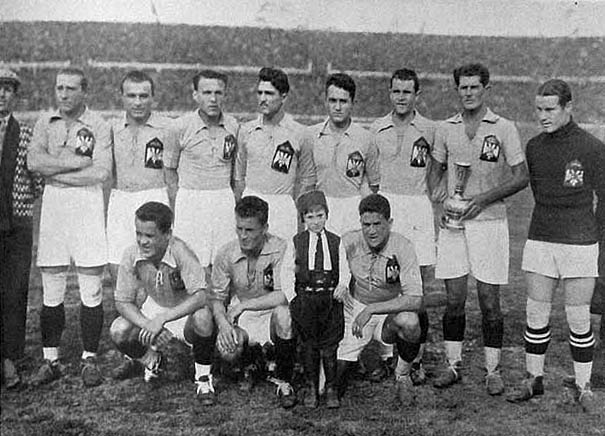
Una alineació de Iugoslàvia a la Copa del Món de 1930

Aquest és el registre dels resultats de Iugoslàvia a la Copa del Món. Iugoslàvia, selecció ja desapareguda, no va guanyar mai la Copes del Món, ni en va jugar cap final. La millor posició que va obtenir va ser la quarta, en les edicions dels anys 1930 i 1962.

## Resum d'actuacions
Campions      Finalistes      Tercers      Quarts
| Historial a la Copa del Món | Historial a la Copa del Món | Historial a la Copa del Món | Historial a la Copa del Món | Historial a la Copa del Món | Historial a la Copa del Món | Historial a la Copa del Món | Historial a la Copa del Món | Historial a la Copa del Món |                  |
| Edició                      | Ronda                       | Posició                     | PJ                          | PG                          | PE                          | PP                          | GF                          | GC                          |                  |
| --------------------------- | --------------------------- | --------------------------- | --------------------------- | --------------------------- | --------------------------- | --------------------------- | --------------------------- | --------------------------- | ---------------- |
| 1930                        | Semifinals                  | 4s                          | 3                           | 2                           | 0                           | 1                           | 7                           | 7                           |                  |
| 1934                        | No es classificà            | No es classificà            | No es classificà            | No es classificà            | No es classificà            | No es classificà            | No es classificà            | No es classificà            | No es classificà |
| 1938                        | No es classificà            | No es classificà            | No es classificà            | No es classificà            | No es classificà            | No es classificà            | No es classificà            | No es classificà            | No es classificà |
| 1950                        | Primera fase                | 5s                          | 3                           | 2                           | 0                           | 1                           | 7                           | 3                           |                  |
| 1954                        | Quarts de final             | 7s                          | 3                           | 1                           | 1                           | 1                           | 2                           | 3                           |                  |
| 1958                        | Quarts de final             | 5s                          | 4                           | 1                           | 2                           | 1                           | 7                           | 7                           |                  |
| 1962                        | Semifinals                  | 4s                          | 6                           | 3                           | 0                           | 3                           | 10                          | 7                           |                  |
| 1966                        | No es classificà            | No es classificà            | No es classificà            | No es classificà            | No es classificà            | No es classificà            | No es classificà            | No es classificà            | No es classificà |
| 1970                        | No es classificà            | No es classificà            | No es classificà            | No es classificà            | No es classificà            | No es classificà            | No es classificà            | No es classificà            | No es classificà |
| 1974                        | Segona fase                 | 7s                          | 6                           | 1                           | 2                           | 3                           | 12                          | 7                           |                  |
| 1978                        | No es classificà            | No es classificà            | No es classificà            | No es classificà            | No es classificà            | No es classificà            | No es classificà            | No es classificà            | No es classificà |
| 1982                        | Primera fase                | 16s                         | 3                           | 1                           | 1                           | 1                           | 2                           | 2                           |                  |
| 1986                        | No es classificà            | No es classificà            | No es classificà            | No es classificà            | No es classificà            | No es classificà            | No es classificà            | No es classificà            | No es classificà |
| 1990                        | Quarts de final             | 5s                          | 5                           | 3                           | 1                           | 1                           | 8                           | 6                           |                  |
| Total                       | Semifinals                  | Semifinals                  | 33                          | 14                          | 7                           | 12                          | 55                          | 42                          |                  |

Per campionats posteriors, vegeu:
- Rep. Fed. de Iugoslàvia (Considerat per la FIFA com el successor oficial del combinat iugoslau).
- Bòsnia i Hercegovina
- Croàcia
- Eslovènia
- Macedònia

## Uruguai 1930

### Primera fase: Grup 2
| Pos | Equip      | PJ | PG | PE | PP | GF | GC | DG | Pts | Classificació       |
| --- | ---------- | -- | -- | -- | -- | -- | -- | -- | --- | ------------------- |
| 1   | Iugoslàvia | 2  | 2  | 0  | 0  | 6  | 1  | +5 | 4   | Avança a semifinals |
| 2   | Brasil     | 2  | 1  | 0  | 1  | 5  | 2  | +3 | 2   |                     |
| 3   | Bolívia    | 2  | 0  | 0  | 2  | 0  | 8  | −8 | 0   |                     |

| Iugoslàvia             | 2–1     | Brasil        |
| ---------------------- | ------- | ------------- |
| Tirnanić 21' · Bek 30' | Informe | Preguinho 62' |

| Iugoslàvia                                      | 4–0     | Bolívia |
| ----------------------------------------------- | ------- | ------- |
| Bek 60', 67' · Marjanović 65' · Vujadinović 85' | Informe |         |

### Segona fase
|  | Semifinals                | Semifinals |                           |   | Final | Final |
|  |                           |            |                           |   |       |       |
|  | 26 de juliol – Montevideo |            |                           |   |       |       |
|  |                           |            |                           |   |       |       |
|  | Argentina                 | 6          |                           |   |       |       |
|  | Argentina                 | 6          | 30 de juliol – Montevideo |   |       |       |
|  | Estats Units              | 1          |                           |   |       |       |
|  | Estats Units              | 1          | Argentina                 | 2 |       |       |
|  | 27 de juliol – Montevideo |            | Argentina                 | 2 |       |       |
|  |                           | Uruguai    | 4                         |   |       |       |
|  | Uruguai                   | Uruguai    | 4                         | 6 |       |       |
|  | Uruguai                   |            |                           | 6 |       |       |
|  | Iugoslàvia                | 1          |                           |   |       |       |
|  | Iugoslàvia                | 1          |                           |   |       |       |

#### Semifinals
| Uruguai                                            | 6–1 | Iugoslàvia     |
| -------------------------------------------------- | --- | -------------- |
| Cea 18', 67', 72' · Anselmo 20', 31' · Iriarte 61' |     | Vujadinović 4' |

## Brasil 1950

### Primera fase: Grup 1
| Pos | Equip      | PJ | PG | PE | PP | GF | GC | DG | Pts | Classificació           |
| --- | ---------- | -- | -- | -- | -- | -- | -- | -- | --- | ----------------------- |
| 1   | Brasil     | 3  | 2  | 1  | 0  | 8  | 2  | +6 | 5   | Avança a la segona fase |
| 2   | Iugoslàvia | 3  | 2  | 0  | 1  | 7  | 3  | +4 | 4   |                         |
| 3   | Suïssa     | 3  | 1  | 1  | 1  | 4  | 6  | −2 | 3   |                         |
| 4   | Mèxic      | 3  | 0  | 0  | 3  | 2  | 10 | −8 | 0   |                         |

| Iugoslàvia                               | 3–0     | Suïssa |
| ---------------------------------------- | ------- | ------ |
| Mitić 59' · Tomašević 70' · Ognjanov 75' | Informe |        |

| Iugoslàvia                                        | 4–1     | Mèxic          |
| ------------------------------------------------- | ------- | -------------- |
| Bobek 19' · Ž. Čajkovski 22', 62' · Tomašević 81' | Informe | Ortiz 89' (p.) |

| Brasil                  | 2–0     | Iugoslàvia |
| ----------------------- | ------- | ---------- |
| Ademir 4' · Zizinho 69' | Informe |            |

## Suïssa 1954

### Primera fase: Grup 1
| Pos | Equip      | PJ | PG | PE | PP | GF | GC | DG | Pts | Classificació           |
| --- | ---------- | -- | -- | -- | -- | -- | -- | -- | --- | ----------------------- |
| 1   | Brasil     | 2  | 1  | 1  | 0  | 6  | 1  | +5 | 3   | Avança a la segona fase |
| 2   | Iugoslàvia | 2  | 1  | 1  | 0  | 2  | 1  | +1 | 3   | Avança a la segona fase |
| 3   | França     | 2  | 1  | 0  | 1  | 3  | 3  | 0  | 2   |                         |
| 4   | Mèxic      | 2  | 0  | 0  | 2  | 2  | 8  | −6 | 0   |                         |

| Iugoslàvia      | 1–0     | França |
| --------------- | ------- | ------ |
| Milutinović 15' | Informe |        |

| Brasil   | 1–1 (pr.) | Iugoslàvia |
| -------- | --------- | ---------- |
| Didi 69' | Informe   | Zebec 48'  |

### Segona fase

#### Quarts de final
| Alemanya Occidental         | 2–0     | Iugoslàvia |
| --------------------------- | ------- | ---------- |
| Horvat 9' (p.p.) · Rahn 85' | Informe |            |

## Suècia 1958

### Primera fase: Grup 2
| Pos | Equip      | PJ | PG | PE | PP | GF | GC | GR    | Pts | Classificació           |
| --- | ---------- | -- | -- | -- | -- | -- | -- | ----- | --- | ----------------------- |
| 1   | França     | 3  | 2  | 0  | 1  | 11 | 7  | 1,571 | 4   | Avança a la segona fase |
| 2   | Iugoslàvia | 3  | 1  | 2  | 0  | 7  | 6  | 1,167 | 4   | Avança a la segona fase |
| 3   | Paraguai   | 3  | 1  | 1  | 1  | 9  | 12 | 0,750 | 3   |                         |
| 4   | Escòcia    | 3  | 0  | 1  | 2  | 4  | 6  | 0,667 | 1   |                         |

| Iugoslàvia   | 1–1     | Escòcia    |
| ------------ | ------- | ---------- |
| Petaković 6' | Informe | Murray 49' |

| Iugoslàvia                           | 3–2     | França           |
| ------------------------------------ | ------- | ---------------- |
| Petaković 16' · Veselinović 63', 88' | Informe | Fontaine 4', 85' |

| Paraguai                             | 3–3     | Iugoslàvia                                    |
| ------------------------------------ | ------- | --------------------------------------------- |
| Parodi 20' · Agüero 52' · Romero 80' | Informe | Ognjanović 18' · Veselinović 21' · Rajkov 73' |

Partit pel segon lloc:

### Segona fase

#### Quarts de final
| Alemanya Occidental | 1–0     | Iugoslàvia |
| ------------------- | ------- | ---------- |
| Rahn 12'            | Informe |            |

## Xile 1962

### Primera fase: Grup 1
| Pos | Equip          | PJ | PG | PE | PP | GF | GC | GR    | Pts | Classificació           |
| --- | -------------- | -- | -- | -- | -- | -- | -- | ----- | --- | ----------------------- |
| 1   | Unió Soviètica | 3  | 2  | 1  | 0  | 8  | 5  | 1,600 | 5   | Avança a la segona fase |
| 2   | Iugoslàvia     | 3  | 2  | 0  | 1  | 8  | 3  | 2,667 | 4   | Avança a la segona fase |
| 3   | Uruguai        | 3  | 1  | 0  | 2  | 4  | 6  | 0,667 | 2   |                         |
| 4   | Colòmbia       | 3  | 0  | 1  | 2  | 5  | 11 | 0,455 | 1   |                         |

| Unió Soviètica              | 2–0     | Iugoslàvia |
| --------------------------- | ------- | ---------- |
| Ivanov 51' · Ponedelnik 83' | Informe |            |

| Iugoslàvia                                  | 3–1     | Uruguai     |
| ------------------------------------------- | ------- | ----------- |
| Skoblar 25' (p.) · Galić 29' · Jerković 49' | Informe | Cabrera 19' |

| Iugoslàvia                                     | 5–0     | Colòmbia |
| ---------------------------------------------- | ------- | -------- |
| Galić 20', 61' · Jerković 25', 87' · Melić 82' | Informe |          |

### Segona fase

#### Quarts de final
| Iugoslàvia    | 1–0     | Alemanya Occidental |
| ------------- | ------- | ------------------- |
| Radaković 85' | Informe |                     |

#### Semifinals
| Txecoslovàquia                      | 3–1     | Iugoslàvia   |
| ----------------------------------- | ------- | ------------ |
| Kadraba 48' · Scherer 80', 84' (p.) | Informe | Jerković 69' |

#### Partit pel tercer lloc
| Xile      | 1–0     | Iugoslàvia |
| --------- | ------- | ---------- |
| Rojas 90' | Informe |            |

## Alemanya Occidental 1974

### Primera fase: Grup 2
| Pos | Equip      | PJ | PG | PE | PP | GF | GC | DG  | Pts | Classificació           |
| --- | ---------- | -- | -- | -- | -- | -- | -- | --- | --- | ----------------------- |
| 1   | Iugoslàvia | 3  | 1  | 2  | 0  | 10 | 1  | +9  | 4   | Avança a la segona fase |
| 2   | Brasil     | 3  | 1  | 2  | 0  | 3  | 0  | +3  | 4   | Avança a la segona fase |
| 3   | Escòcia    | 3  | 1  | 2  | 0  | 3  | 1  | +2  | 4   |                         |
| 4   | Zaire      | 3  | 0  | 0  | 3  | 0  | 14 | −14 | 0   |                         |

| Brasil | 0–0     | Iugoslàvia |
| ------ | ------- | ---------- |
|        | Informe |            |

| Iugoslàvia                                                                                                 | 9–0     | Zaire |
| --- | ------- | ----- |
| Bajević 8', 30', 81' · Džajić 14' · Šurjak 18' · Katalinski 22' · Bogićević 35' · Oblak 61' · Petković 65' | Informe |       |

| Escòcia    | 1–1     | Iugoslàvia |
| ---------- | ------- | ---------- |
| Jordan 88' | Informe | Karasi 81' |

### Segona fase: Grup B
| Pos | Equip               | PJ | PG | PE | PP | GF | GC | DG | Pts | Classificació                    |
| --- | ------------------- | -- | -- | -- | -- | -- | -- | -- | --- | -------------------------------- |
| 1   | Alemanya Occidental | 3  | 3  | 0  | 0  | 7  | 2  | +5 | 6   | Avança a la final                |
| 2   | Polònia             | 3  | 2  | 0  | 1  | 3  | 2  | +1 | 4   | Avança al partit pel tercer lloc |
| 3   | Suècia              | 3  | 1  | 0  | 2  | 4  | 6  | −2 | 2   |                                  |
| 4   | Iugoslàvia          | 3  | 0  | 0  | 3  | 2  | 6  | −4 | 0   |                                  |

| Iugoslàvia | 0–2     | Alemanya Occidental       |
| ---------- | ------- | ------------------------- |
|            | Informe | Breitner 39' · Müller 82' |

| Polònia                   | 2–1     | Iugoslàvia |
| ------------------------- | ------- | ---------- |
| Deyna 24' (p.) · Lato 62' | Informe | Karasi 43' |

| Suècia                        | 2–1     | Iugoslàvia |
| ----------------------------- | ------- | ---------- |
| Edström 29' · Torstensson 85' | Informe | Šurjak 27' |

## Espanya 1982

### Primera fase: Grup 5
| Pos | Equip            | PJ | PG | PE | PP | GF | GC | DG | Pts | Classificació           |
| --- | ---------------- | -- | -- | -- | -- | -- | -- | -- | --- | ----------------------- |
| 1   | Irlanda del Nord | 3  | 1  | 2  | 0  | 2  | 1  | +1 | 4   | Avança a la segona fase |
| 2   | Espanya          | 3  | 1  | 1  | 1  | 3  | 3  | 0  | 3   | Avança a la segona fase |
| 3   | Iugoslàvia       | 3  | 1  | 1  | 1  | 2  | 2  | 0  | 3   |                         |
| 4   | Hondures         | 3  | 0  | 2  | 1  | 2  | 3  | −1 | 2   |                         |

| Iugoslàvia | 0–0     | Irlanda del Nord |
| ---------- | ------- | ---------------- |
|            | Informe |                  |

| Espanya                      | 2–1     | Iugoslàvia |
| ---------------------------- | ------- | ---------- |
| Juanito 14' (p.) · Saura 66' | Informe | Gudelj 10' |

| Hondures | 0–1     | Iugoslàvia        |
| -------- | ------- | ----------------- |
|          | Informe | Petrović 88' (p.) |